# Ro-37
Ro-37 — підводний човен Імперського флоту Японії, який брав участь у Другій світовій війні.
Корабель, який спорудили на верфі ВМФ у Сасебо, належав до типу Kaichū VII (також відомий як клас Ro-35).
По завершенні тренувань Ro-37 полишив 22 вересня 1943-го Майдзуру та 7 жовтня прибув на атол Трук у центральній частині Каролінських островів (ще до війни тут створили потужну базу японського ВМФ, з якої до лютого 1944-го провадились операції в низці архіпелагів).
20 жовтня 1943-го човен вирушив для бойового патрулювання на схід від Нових Гебридів, проте не досягнув тут якогось успіху і в листопаді повернувся на Трук.
3 січня 1944-го Ro-37 вирушив у другий похід до Меланезії. 22 січня за дві з половиною сотні кілометрів на південний схід від острова Сан-Крістобаль (Соломонові острови) та за три з половиною сотні кілометрів на північний захід від Еспіриту-Санто (Нові Гебриди) човен поцілив однією торпедою флотський танкер, що рухався до Еспіриту-Санто. Втім, танкер не затонув та повернувся до виконання завдань у червні того ж року. Водночас на виклик атакованого судна рушив есмінець «Б'юкенен». За чотири десятки кілометрів північніше від місця нападу есмінець встановив радарний контакт із надводною ціллю, а після зближення на дистанцію менш ніж 2 км освітив прожектором підводний човен, що здійснював занурення. Після цього протягом трьох годин «Б'юкенен» провів серію атак глибинними бомбами, що призвело до появи на поверхні нафтових плям та уламків. Ro-37 загинув разом з усім екіпажем із 61 особи.